# حكومة سلال الثالثة
حكومة سلال الثالثة، جاءت بعد فوز الرئيس الجزائري عبد العزيز بوتفليقة بعهدة رئاسية رابعة. حيث عين عبد المالك سلال في 29 أبريل 2014 على رأس حكومة جديدة. وتم الإعلان في 5 مايو 2014 عن تشكيلة الحكومة.
تميزت التشكيلة الوزارية الجديدة بخروج كل من عبدالله غلام الله (وزير الشؤون الدينية والأوقاف ) وخليدة تومي (وزيرة الثقافة) وكريم جودي (وزير المالية)، ومنح سبع حقائب وزارية لسيدات ودخول عدد من الوزراء التكنوقراط.

## التشكيلة الوزارية
وفقا للدستور الجزائري، أعلن رئيس الجمهورية الجزائرية، بعد احتفاظه بحقيبة الدفاع الوطني، واستشار الوزير الأول عبد المالك سلال عن التشكيلة الحكومية التالية :
- عبد المالك سلال : الوزير الأول
- الطيب بلعيز : وزير الدولة، وزير الداخلية والجماعات المحلية
- الفريق أحمد قايد صالح: نائب وزير الدفاع الوطني رئيس اركان الجيش الوطني الشعبي
- رمطان لعمامرة : وزير الشؤون الخارجية
- الطيب لوح : وزير العدل، حافظ الاختام
- محمد جلاب : وزير المالية
- يوسف يوسفي: وزير الطاقة
- عبد السلام بوشوارب : وزير الصناعة والمناجم
- عبد الوهاب نوري: وزير الفلاحة والتنمية الريفية
- الطيب زيتوني: وزير المجاهدين
- محمد عيسى: وزير الشؤون الدينية والأوقاف
- عمارة بن يونس: وزير التجارة
- عمار غول: وزير النقل
- حسين نسيب: وزير الموارد المائية
- عبد القادر قاضي: وزير الاشغال العمومية
- عبد المجيد تبون: وزير السكن والعمران والمدينة
- نورية بن غبريط : وزيرة التربية الوطنية
- محمد مباركي: وزير التعليم العالي والبحث العلمي
- نور الدين بدوي: وزير التكوين والتعليم المهنيين
- محمد الغازي : وزير العمل والتشغيل و الضمان الاجتماعي
- دليلة بوجمعة : وزيرة تهيئة الإقليم والبيئة
- نادية شرابي: وزيرة الثقافة
- مونية مسلم: وزيرة التضامن الوطني والاسرة وقضايا المراة
- خليل ماحي: وزير العلاقات مع البرلمان
- عبد المالك بوضياف: وزير الصحة والسكان واصلاح المستشفيات
- عبد القادر خمري: وزير الشباب
- محمد تهمي: وزير الرياضة
- حميد قرين: وزير الاتصال
- الزهراء دردوري: وزيرة البريد وتكنولوجيات الاعلام والاتصال
- نورية يمينة زرهوني : وزيرة السياحة والصناعة التقليدية
- سيد أحمد فروخي: وزير الصيد البحري والموارد الصيدية
- عبد القادر مساهل: وزير منتدب لدى وزير الشؤون الخارجية مكلف بالشؤون المغاربية والأفريقية
- حاجي بابا عمي: وزير منتدب لدى وزير المالية مكلف بالميزانية والاستشراف
- عائشة طاغابو : وزيرة منتدبة لدى وزيرة السياحة والصناعة التقليدية، مكلفة بالصناعة التقليدية